# Richard Savage (Dichter)
Richard Savage (* 1697 in England; † 1. August 1743 in Bristol, England) war ein englischer Dichter. Über Savage schrieb sein Freund Samuel Johnson in seinem Werk An Account of the Life of Mr Richard Savage (dt. ein Bericht über das Leben des Richard Savage), welches ein Teil von Johnsons Gesamtwerk Lives of the English Poets (dt. Leben der englischen Dichter; 1744) ist. Diese Arbeit gilt als eine der besten Kurzbiographien in Englisch.

## Leben
Richard Savage war ein uneheliches Kind von Anne, Gräfin von Macclesfield, und Richard Savage, der 4. Earl of Rivers. Er wurde gezeugt, nachdem sich Anne von Charles Gerard, 2. Earl of Macclesfield hatte scheiden lassen. Kurz danach heiratete sie Oberst Henry Brett. Sechs Monate nach seiner Geburt wurde er mit seiner Schwester Anne von der Mutter im Covent Garden ausgesetzt. Großgezogen wurde er von seiner Großmutter Mrs. Mason sowie von der Taufpatin Mrs. Lloyd.
1727 ermordete er James Sinclair während einer Schlägerei in einem Wirtshaus und wurde zum Tode verurteilt, jedoch von der Königin begnadigt. Während dieser Zeit schrieb er Gedichte, wie zum Beispiel The Convocation (1717) oder The Wanderer (1729). Er veröffentlichte auch die Komödie Love in a Veil (1719), welche am Theatre Royal Drury Lane aufgeführt wurde, sowie die Tragödie Sir Thomas Overbury (1723), welche ebenfalls dargeboten wurde.
Im Jahr 1737 traf er zum ersten Mal Samuel Johnson, welcher später eine Biographie über Savage schrieb.
Savage machte sich Hoffnungen Poet Laureate zu werden, doch schließlich erhielt sein alter Freund Colley Cibber (1671–1757) diesen Titel und die damit verbundene jährliche Pension. Aufgebracht über diese Zurückstellung verfasste Savage ein Gedicht zum Geburtstag der Königin, in dem er sich als Volunteer Laureate (Laureat aus freien Stücken) bezeichnete. Königin Caroline, die Gattin Georgs II. war amüsiert und sprach Savage eine jährliche Rente von 50 Pfund zu. Als die Königin 1737 starb, war Savage allerdings wieder mittellos. Richard Savage starb völlig verarmt im Schuldturm von Bristol.
Karl Gutzkow schrieb 1839 ein Drama über das Leben von Savage.